# Pliominis
Els pliominis (Pliomyini) són una tribu de rosegadors de la família dels cricètids. L'únic representant vivent d'aquest grup és Dinaromys bogdanovi, oriünd dels Balcans. El gènere extint Dinaromys, en canvi, tenia un àmbit de distribució més extens que abastava des del Regne Unit a l'oest fins al sud de Rússia a l'est. Les diferents espècies d'aquesta tribu es caracteritzen per tenir una reducció de l'angle de l'M3.